# Dispro (łódź)
Dispro (także: Dippy, od ang. disappearing propeller motor boat – łódź motorowa o znikającej śrubie) – historyczna klasa małych statków śródlądowych, motorowych łodzi rekreacyjnych, popularnych w przeszłości w Ameryce Północnej, zwłaszcza na jeziorach w rejonie Muskoka Lakes w kanadyjskiej prowincji Ontario.

## Historia
Indywidualna żegluga rekreacyjna na rzekach i jeziorach Ameryki Północnej już na początku XX w. była znacznie rozwinięta. Wraz z rozwojem i doskonaleniem konstrukcji silników spalinowych poza tradycyjnymi jednostkami o napędzie wiosłowym lub żaglowym zaczęły się pojawiać niewielkie jednostki motorowe. Problemem stały się natychmiast uszkodzenia śruby napędowej, szczególnie częste w przypadku żeglugi po płytkich akwenach o dnie kamienistym lub obfitującym w inne przeszkody, jakie przeważały na terenach Tarczy Kanadyjskiej.
W 1915 r. budowniczy łodzi W.J. Johnston Jr. i mechanik Edwin Rogers wynaleźli urządzenie, które pozwalało na ręczne lub automatyczne chowanie śruby napędowej i fragmentu wału napędowego do ochronnej wnęki w kadłubie w czasie, gdy silnik był nadal uruchomiony.
Ta opatentowana w następnym roku konstrukcja zapewniała ochronę przed skałami tuż pod powierzchnią jezior Tarczy Kanadyjskiej i stała się podstawą do uruchomienia produkcji wyposażonych w nią jednostek przez Disappearing Propeller Boat Company. W ciągu następnych lat cztery różne firmy, działające w Ontario i krótko w Stanach Zjednoczonych, wyprodukowały około 3100 łodzi. Ich produkcja została zakończona w 1956 roku. Proste, wszechstronne w zastosowaniach i trwałe, łodzie te były częstym widokiem na jeziorach Muskoka. Przeznaczone do przewozu 1-4 pasażerów „Dispros” wniosły wyjątkowy wkład w historię żeglarstwa rekreacyjnego w Ameryce Północnej.

## Konstrukcja
Bezpokładowe łodzie budowane były w klasycznej konstrukcji wręgowej, z giętymi na parze wręgami dębowymi i poszyciem zakładkowym, wykonanym z desek cyprysowych. Wykonywano je w kilku nieznacznie różniących się modelach o długości od 16 do 19 stóp (4,9 do 5,8 metra). Większość była napędzana niewielkimi, jednocylindrowymi silnikami spalinowymi o mocy ok. 3 koni mechanicznych. Silnik znajduje się w zamkniętym przedziale w przedniej połowie łodzi, zaś śruba napędowa za nim, pod kadłubem, w którym znajduje się odpowiednia wnęka do jej chowania.

## Dispro obecnie
W 1979 r. w Kanadzie powstało funkcjonujące do dziś stowarzyszenie użytkowników łodzi o nazwie Dispro Owner's Association. Aktualnie zrzesza ono właścicieli ok. 250 eksploatowanych Dispro, a łącznie ok. 400 rodzin będących entuzjastami tych jednostek. Stowarzyszenie, działające w całej Ameryce Północnej, organizuje coroczne zloty łodzi Dispro.